# Conchos
Los conchos (autodenominados: yoli) fueron una etnia del estado de Chihuahua, en el Norte de México y Sur de Estados Unidos, pertenecientes al tronco uto-azteca y de vida seminómada.
Existían dos tribus principales: los chinarra y los chiz, aunque existían también las tribus de los abasopalme, aycalme, bachilmi, baopapa, cacalotito, ochan y de los yeguacat.
En 1684 un cabecilla de los Conchos, de la tribu de los mamitas declaró en su proceso que había sido líder de los guamichicoramas, baopapas, obomes, yacchicahuas, yaochanes, topacolmes, aycalmes, polacmes, posalmes, cacalotitos, mesquites, conejos, yeguacates, guelasiguicmes, guiaquitas, abasopalmes, olobayaguames, bachilmis, otra nación obome, yaculsaris, sucayis, coyamites, julimes, conchos y mamites suponiendo así cierta unión política entre todas las tribus concho exceptuando a los chisos que eran aliados de los jumanos, a los chinarras y a los ochan.

## Localización
Los indígenas conchos habitaban el área de la cuenca del río Conchos y hasta el río Bravo en el norte de Chihuahua. Desde la Sierra Madre Occidental hasta las actuales ciudad Ojinaga, Chihuahua y Presidio, Texas están en ese lugar. Sin embargo, el lugar parece haber sido un sitio de comercio para los diversos grupos del lugar antes de la llegada de los colonizadores españoles (ver Emilio Langberg). El nombre se les dio porque el río Conchos era rico en restos de conchas y los indígenas habitaban sus riberas.

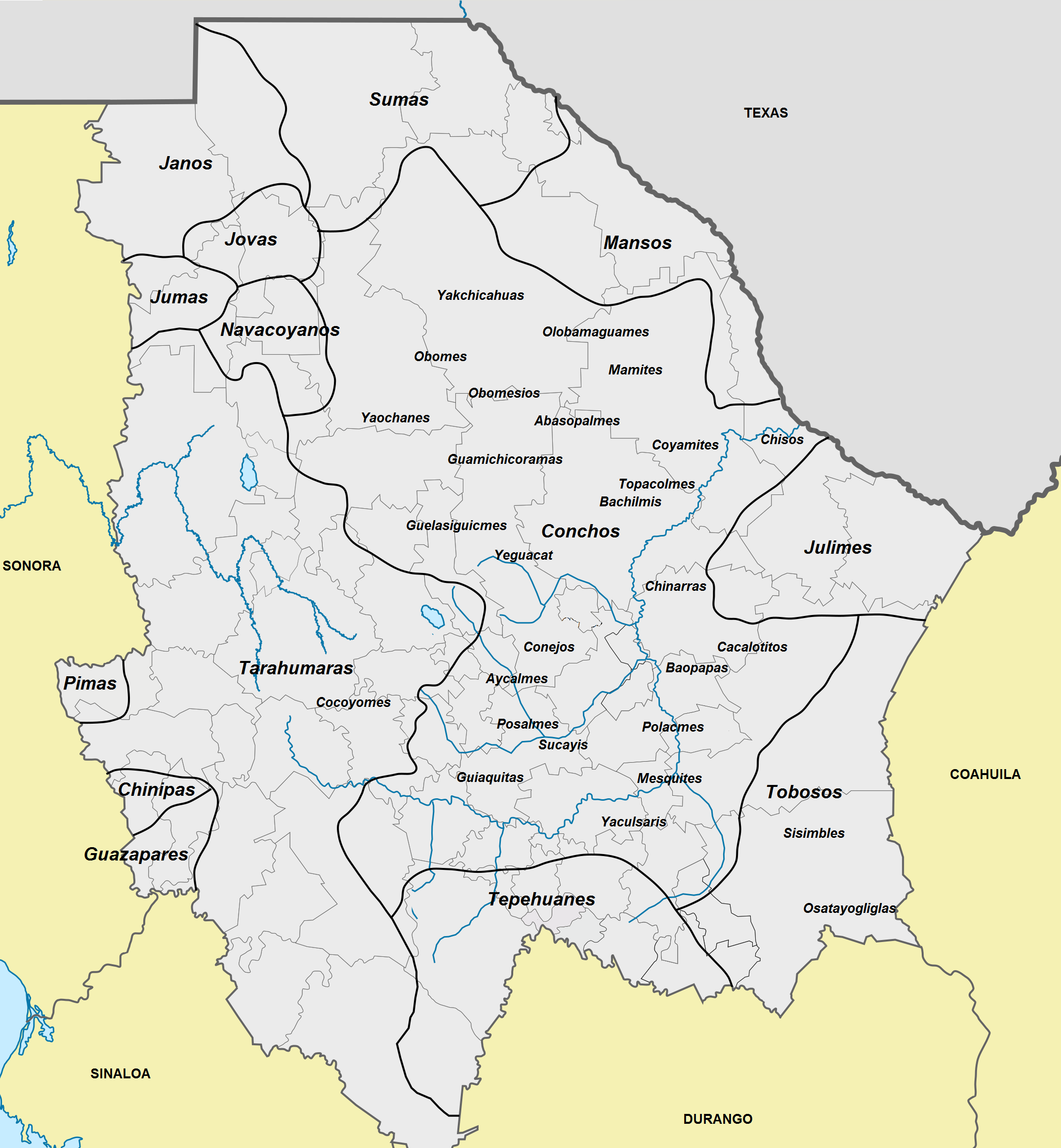
Mapa de las etnias precolombinas de Chihuahua.

## Idioma
La lengua concho fue una lengua uto-azteca relacionada con el tarahumara, algunos investigadores proponen que era solo una variante dialectal de la misma. Palabras en esta antigua lengua son los topónimos Bachimba y Namiquipa, además de Cauimuli (nombre de una colina). 
En una tesis dirigida a Guillermo Cervantes (2007) se menciona que mientras Cervantes inspeccionaba el archivo histórico de Jiménez, Chihuahua dio con un documento que le interesó, era un pequeño vocabulario de la lengua concha con su traducción al castellano, creado en Atotonilco en el año de 1857, hoy Villa López con autor de Pablo J. Caballero (político), quien había entrevistado a los pobladores más ancianos de la villa, recopilando dicho vocabulario. Posteriormente Cervantes da a revisar el documento a Enrique Servín, cayendo en la cuenta que era muy semejante o incluso igual al raramuri (tarahumara). Por tanto, parece probable que las lenguas de los conchos hubiera podido ser una lengua del grupo taracahita y que efectivamente el rarámuri o el huarijío habrían sido lenguas relativamente cercanas.
"Los jesuitas se instalaron en la sierra para evangelizar a los raramuris y los franciscanos en el valle para hacer lo mismo con los conchos, es posible que hayan nombrado de manera diferente a diferentes tribus de la misma etnia. La idea de la naturaleza tarahumara de los conchos se refuerza con el manuscrito de marras, que dice que el idioma hablado en el antiguo poblado ribereño de los conchos era la misma en las cumbres de la sierra empleada por los tarahumaras".

## Cultura
Los conchos eran cazadores y recolectores, probablemente relacionados culturalmente con las tribus de los coahuiltecos, los tamaulitecos y otros grupos vecinos del norte de México.
Los arcos fueron utilizados para la caza de ciervos, conejos, aves y otros animales silvestres, también usaban trampas de caza pequeñas. En el río Concho cazaban peces utilizando redes.
Tatuaban y pintaban sus cuerpos y rostros.

### Vestimenta
El calzado de esta etnia, estaba hecho de fibras vegetales. Su ropa era escasa, que consistía en un delantal durante el verano, y en invierno llevaba una túnica de piel de conejo.

### Vivienda
Las casas de los Conchos eran chozas de estructura de madera y cubiertas con pieles o hierba. En el interior de estas chozas había tapetes tejidos de hierba, donde uno podía sentarse o acostarse.

### Economía
Los Conchos eran cazadores, recolectores y agricultores, probablemente relacionados culturalmente con las tribus de los coahuiltecos, los tamaulitecos y otros grupos vecinos del norte de México.

### Alimentación
Una importante fuente de alimento eran las tunas. Las mujeres iban a recolectar nueces comestibles, raíces y bayas. Fueron buenos expertos en el conocimiento de las hierbas y sus propiedades curativas.